# Myiomela
Myiomela is een geslacht van zangvogels uit de familie vliegenvangers (Muscicapidae).

## Soorten
Het geslacht kent de volgende soorten:
- Myiomela diana  – Javaanse callene
- Myiomela leucura  – Witstaartcallene
- Myiomela sumatrana  – Sumatraanse callene